# Máximo Gómez

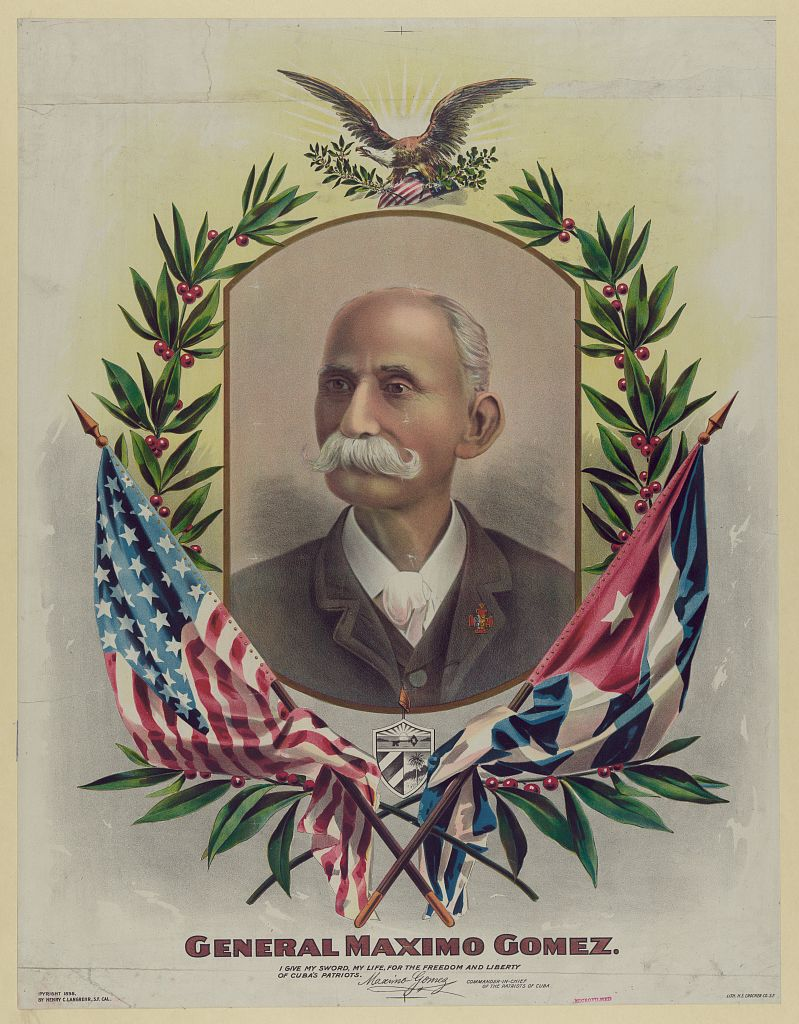
Máximo Gómez

Máximo Gómez Báez (18. listopadu 1836, Baní, Dominikánská republika – 17. června 1905, Havana) byl kubánský generál, vrchní velitel (generalissimus) kubánské armády v boji za nezávislost na Španělsku v letech 1895–1898.

## Biografie
Narodil se v Dominikánské republice, kde v mládí bojoval ve španělské armádě. V roce 1868 vstoupil do kubánské armády a postupně se stal jedním z jejích hlavních velitelů v tzv. desetileté válce. V přestávce mezi dalšími boji na Kubě v letech 1878–1895 by stoupencem názoru, že armáda by měla mít hlavní slovo v budoucím uspořádání na Kubě, ale nakonec pod vlivem dalšího kubánského vůdce Josého Martího byl připraven podřídit se budoucímu civilnímu vedení ostrova.
Po obnovení bojů proti Španělsku roku 1895 byl jmenován vrchním velitelem povstalecké armády. Ve válce úspěšně uplatnil tzv. taktiku spálené země, kdy se ničením plantáží snažil ochromit španělskou ekonomiku na ostrově. Obratným manévrováním a rychlými přesuny se vyhýbal velkým bitvám, protože si byl vědom španělské převahy. V důsledku jeho taktiky zapalování plantáží se dostal do sporu s politickými vůdci hnutí za nezávislost, kterým se nelíbilo ani jeho povyšování černošských vojáků do velitelských funkcí. Goméz uvažoval, že se vzdá velení, ale po smrti dalšího významného kubánského velitele Antonia Macei od svého záměru upustil. Po zásahu armády USA se nakonec Kuba osvobodila od španělské nadvlády.
Po válce byl velmi respektovanou osobností. V prvních volbách, které se konaly během americké správy roku 1900, podpořil nacionalisty, usilující o rychlou nezávislost ostrova, roku 1901 se odmítl zúčastnit prezidentských voleb. Zemřel roku 1905.